# Ferry Olsen
Ferry Olsen (eigentlich Scholz, * 2. Juni 1925 in Breslau, Deutsches Reich; † 1994) war ein deutscher Opernsänger, Komponist und Regisseur für Theater und Fernsehen. Er inszenierte vornehmlich Musikkomödien und Unterhaltungssendungen mit Musik für das ZDF.

## Leben
Der Sohn des Verwaltungsangestellten Hermann Scholz und der Kammersängerin Helene Scholz wurde – unterbrochen durch den Kriegseinsatz – von 1942 bis 1946 zum Opernsänger ausgebildet. Von 1946 bis 1947 wirkte Olsen an der Staatsoper Berlin. Von 1947 bis 1959 durchlief er an der Komischen Oper eine Weiterentwicklung vom Opernsänger über den Regieassistenten zum Theaterregisseur. Er übernahm auch Nebenrollen in zwei Filmen, darunter 1959 in Freddy, die Gitarre und das Meer die eines Barkeepers.
1959 ging er in die Freiberuflichkeit. 1962 wurde er beim ZDF angestellt, wo er nach einiger Zeit zum Abteilungsleiter aufstieg. 1967 nahm er wieder seine freiberufliche Tätigkeit als Regisseur auf und inszenierte beispielsweise am Theater des Westens in Berlin den Zigeunerbaron. Des Weiteren entstanden bis 1973 unter seiner Regie mehrere Fernsehproduktionen im Bereich Musikkomödien wie beispielsweise 1968 Bei Kerzenlicht oder 1973 Pariser Nächte, die das ZDF ausstrahlte.
Über seine Schaffensjahre verteilt führte er Regie bei ZDF-Unterhaltungsformaten mit mehr oder weniger musikalischen Inhalten wie ZDF Sonntagskonzert, Rate mal mit Rosenthal, Erkennen Sie die Melodie?, Lustige Musikanten, Die Super-Hitparade der Volksmusik, Von uns für Sie, Artisten – Tiere – Sensationen, Deutschland, deine … (jeweils ergänzt um die jeweiligen Landsmänner), Budapester Nächte. Musikalische Impressionen einer Stadt, Sing and Swing. Klassiker im neuen Rhythmus.
Ab 1978 arbeitete er hauptsächlich als leitender Regisseur an deutschen Theatern, zum Beispiel in Münster und Ulm, wobei Operetten sein Steckenpferd waren. 1986 trat der zuvor schon auf dem Gebiet der Liedkomposition hervorgetretene Ferry Olsen mit Wonderful Olly auch als Musical-Co-Autor in Erscheinung.
Seine erstgeborene Tochter Janine Olsen (manchmal auch nach der Schreibweise der Mutter: Ohlsen) ist Schauspielerin und Schlagersängerin.

## Auszeichnungen
- Nationalpreis der DDR
- Ehrenkreuz I. und II. Klasse für Verdienste um das Rote Kreuz
- Deutsches Kreuz in Gold
- Ehrenmitglied der Brigham Young University, Provo, Utah

## Werke (Auswahl)

### Als Schauspieler
- 1958: Die Operette ist tot – es lebe die Operette (TV)
- 1959: Freddy, die Gitarre und das Meer (Kino)

### Als Film-Regisseur
- 1967: Orgel und Rakete. Musikalisches Lustspiel (TV)
- 1968: Bei Kerzenlicht (TV)
- 1969: Hals- und Beinbruch (TV)
- 1970: Erbe gesucht – Theater vorhanden (TV)
- 1970: Löwe gesucht (TV)
- 1973: Pariser Nächte (TV)

### Als Musical-Autor
- 1986: (mit Lee Pockriss:) Wonderful Olly. Musical-Revue der 20er Jahre, UA 22. Februar 1986, Theater Ulm

### Als Lied-Komponist
- 1958: Sexy Song (für den Film Skandal um Dodo, gesungen von Kai Fischer)
- 1959: Weihnachts-Song (Weihnachten ist bald) (eingesungen von Fred Bertelmann)
- 1964: Puszta-Lied (M: Charles Kaman, T: Ferry Olsen)